# توم فرانكلين
توم فرانكلين (بالإنجليزية: Tom Franklin)‏‏ (7 يوليو 1962 - ) كاتب جريمة، وروائي من الولايات المتحدة.

## الجوائز
- زمالة غوغنهايم
- جائزة إدغار